# Complicated
 (novembre 2021).
Si vous disposez d'ouvrages ou d'articles de référence ou si vous connaissez des sites web de qualité traitant du thème abordé ici, merci de compléter l'article en donnant les références utiles à sa vérifiabilité et en les liant à la section « Notes et références ».
Singles de Avril Lavigne
Sk8er Boi
(2002)
Pistes de Let Go
Losing Grip Sk8er Boi
Complicated est le premier single de la chanteuse canadienne Avril Lavigne sorti en 2002 et issu de son premier album Let Go.
Ce single est arrivé en deuxième position au Billboard Hot 100, en troisième au classement en Grande-Bretagne et en première des hit-parades australiens, espagnols et mexicains.
Ce single est donc le deuxième meilleur succès d'Avril Lavigne, et est considéré comme l'un des plus gros succès de 2002. La chanson a été écrite par Avril Lavigne et The Matrix (Lauren Christy, Scott Spock et Graham Edwards). Elle est nommée au Grammy Award de la chanson de l'année.

## Clip Musical
La vidéo a été tournée à Eagle Rock Plaza, Los Angeles, en deux jours. Pendant le tournage, le centre commercial est resté ouvert. Le clip de "Complicated" a été tourné les 4 et 5 mars 2002 à L.A.. Le clip est sorti en avril 2002.

## Classement au hit-parade
| Hit-parade                                  | Position |
| ------------------------------------------- | -------- |
| New Zealand RIANZ Singles Chart             | 1        |
| Australian Singles Chart                    | 1        |
| Belgian Ultratop 50 (French)                | 5        |
| Belgian Ultratop 50 (Dutch)                 | 3        |
| Los 40 Principales Spain                    | 1        |
| Hong Kong Singles Chart                     | 1        |
| UK Singles Chart                            | 3        |
| Canadian Airplay Chart                      | 1        |
| Canadian Singles Chart                      | 21       |
| Chile top 100 Singles Chart                 | 1        |
| U.S. ARC Weekly Chart (Top 40)              | 1        |
| U.S. Adult Contemporary                     | 13       |
| U.S. Latin Pop Airplay                      | 28       |
| U.S. Billboard Latin Tropical/Salsa Airplay | 20       |
| U.S. Billboard Hot 100                      | 2        |
| Argentinean Top 40                          | 1        |
| Euro 200                                    | 2        |
| Brazilian Top 10                            | 1        |
| Mexican Top 100 Singles Chart               | 1        |
| Japanese (Osakan Hot 100)                   | 1        |
| Swedish Singles Chart                       | 2        |
| Norwegian Singles Chart                     | 1        |
| Venezuelan Singles Chart                    | 1        |